# Брахитрахелопан
Брахитрахелопан (лат. Brachytrachelopan, буквально — «короткошеий Пан») — род завроподовых динозавров из семейства дикреозаврид, живший 150—145 млн лет назад (титонский ярус верхнеюрского отдела) на территории современной Аргентины. Достигал длины 10 метров, высоты 3 метра и массы 5—7 тонн. Впервые его описала в 2005 году команда палеонтологов из Аргентины и Германии: Оливер Раухут, Кристиан Ремес, Регина Фехнер, Херардо Кладера и Пабло Пуэрта.

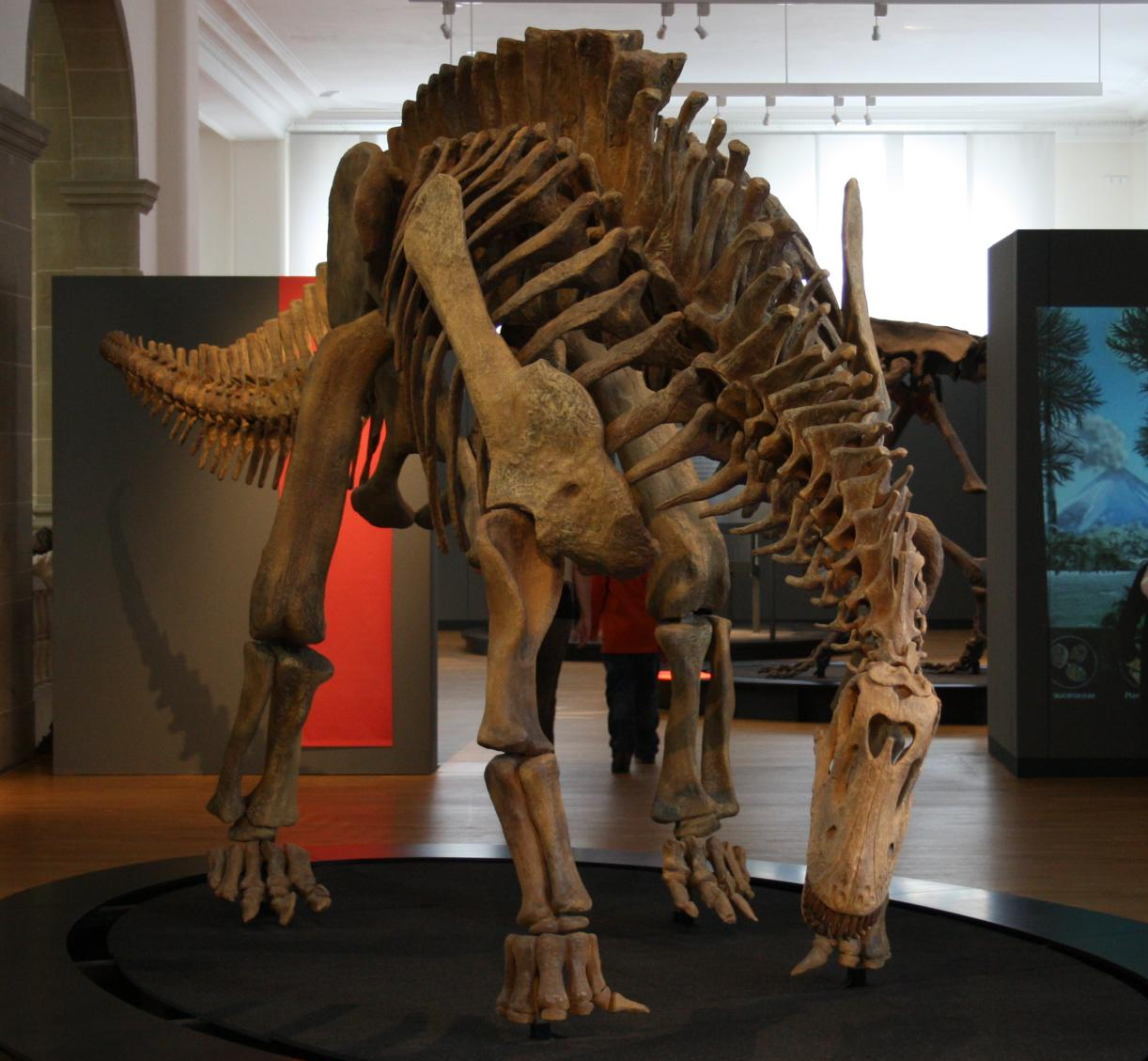
Скелет брахитрахелопана

Характерной чертой брахитрахелопана является крайне короткая шея, состоящая всего из 12 позвонков. Она больше напоминает шею представителей стегозавров, нежели диплодоцид (группа динозавров, включающая семейство дикреозаврид). Как и у других членов группы дикреозаврид, у него были высокие шипы на спине и бёдрах, предположительно поддерживавшие какое-то образование, похожее на парус. Шипы к передней части изгибаются вперёд. Это доказывает то, что животное держало голову книзу и питалось с земли. Череп и хвост единственного известного скелета отсутствуют.
Остеогистологическое исследование различных посткраниальных элементов голотипа особи указывает на то, что особь умерла до достижения ею физической зрелости. 
Останки B. mesai обнаружил аргентинский овчар Дэниель Меза, искавший потерявшуюся овцу. Родовое название выбрано в честь этого события (Пан — бог пастухов), видовое — по фамилии пастуха.
В результате филогенетических анализов, основываясь на синапоморфии, Brachytrachelopan относится к семейству Dicraeosauridae надсемейства Diplodocoidea.